# Теребель
Теребель (бел. Це́рабель) — деревня в Пуховичском районе Минской области Республики Беларусь. В составе Новопольского сельсовета.

## География
Расположена в 47 км на запад от Марьиной Горки, 41 км от Минска, 24 км от железнодорожной станции Руденск на линии Минск — Осиповичи, на восток от урочища Липники.
Пролегает дорога Н-9038.
Ближайшие населённые пункты Кристамполье, Лебединое, Сергеевичи и др.

### Гидрография
Река Теребелка.

## Этимология
Название происходит от слова теребить, это значит деревня занимает вытеребленное, очищенное от леса место.

## История

### Ранняя история
О древности деревни свидетельствует каменное оружие, которое, по словам краеведа Александра Ельского, часто находили возле деревни и озера Муха.
В XVII веке деревня в Минском уезде Минского воеводства Великого Княжества Литовского, принадлежала к домену Толкачевичи, а позже Дудичи Януша Быховца (?—1653). Позже во владении Зарянков, Прозоров, Ельских.
В результате второго раздела Речи Посполитой 1793 года территория оказалась в составе Российской империи, в Игуменском уезде Минской губернии. В 1800 году упоминается как деревня Теребелка. С 1857 года во владении Александра Ельского, принадлежит к домену Замостье. После 1861 года деревня Теребель в Дудичской волости Игуменского уезда, урочище Теребель в Погостской волости Игуменского уезда Минской губернии. В 1888 году открыта церковноприходская школа. В 1897 году имеются хлебозапасный магазин, часовня.

### Новейшее время
С конца февраля 1918 года территория оккупирована войсками Германской империи. 25 марта 1918 года согласно Третьей Уставной грамоте волость провозглашена частью Белорусской Народной Республики. В декабре 1918 года занята Красной Армией, с 1 января 1919 года в соответствии с постановлением I съезда КП(б) Беларуси она вошла в состав Советской Белоруссии, с 27 февраля 1919 года — в ЛитБел ССР. Во время польско-советской войны в августе 1919 — июле 1920 годов под оккупацией Польши (Минский округ ГУУЗ).
С 31 июля 1920 года в Белорусской ССР. В 1922 году действовала школа I степени. В 1930-х годах проведена принудительная коллективизация, в 1933 году работал колхоз имени К. Е. Ворошилова, была кузница.
Во Вторую мировую войну с конца июня 1941 года до начала июля 1944 года под оккупацией Германии. В окрестностях деревни действовала советская партизанская бригада «Беларусь». В марте 1944 года в ходе карательной операции немецкие войска сожгли деревню, погубили 30 жителей. После войны деревня была восстановлена.
До 29 июня 2006 года деревня входила в состав Сергеевичского сельсовета. С 2006 года по 28 мая 2013 года в составе Правдинского поссовета. После упразднения Правдинского поселкового Совета включена в Новопольский сельсовет.

## Население

### Численность
- 2019 год — 18 жителей

### Динамика
- 1800 год — 167 жителей, 25 дворов
- 1897 год — 397 жителей, 65 дворов
- 1908 год — 491 житель, 75 дворов (деревня Теребель); 7 жителей, 1 двор (урочище Теребель)[3]
- 1917 год — 478 жителей, 86 дворов
- 1940 год — 340 жителей, 65 дворов
- 1960 год — 210 жителей
- 1999 год — 55 жителей (перепись населения)
- 2009 год — 21 житель (перепись населения)[3]
- 2012 год — 24 жителей, 15 хозяйств
- 2019 год — 18 жителей (перепись населения)

## Улицы
- Центральная

## Достопримечательность
- Памятник землякам, которые погибли во Второй мировой войне (1968).
- Братская могила воинов и партизан[7].

## Галерея

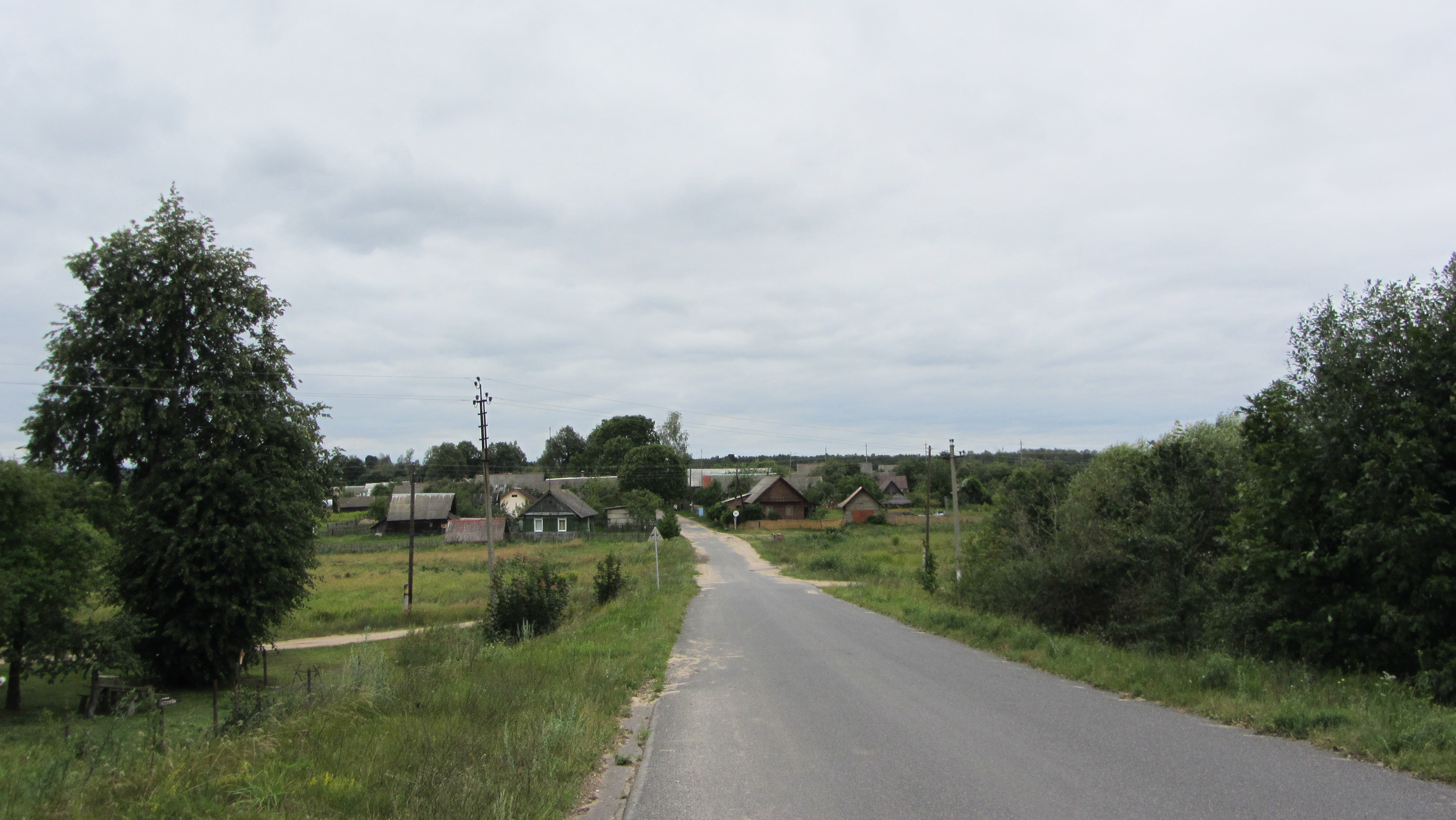
Въезд со стороны Сергеевичей
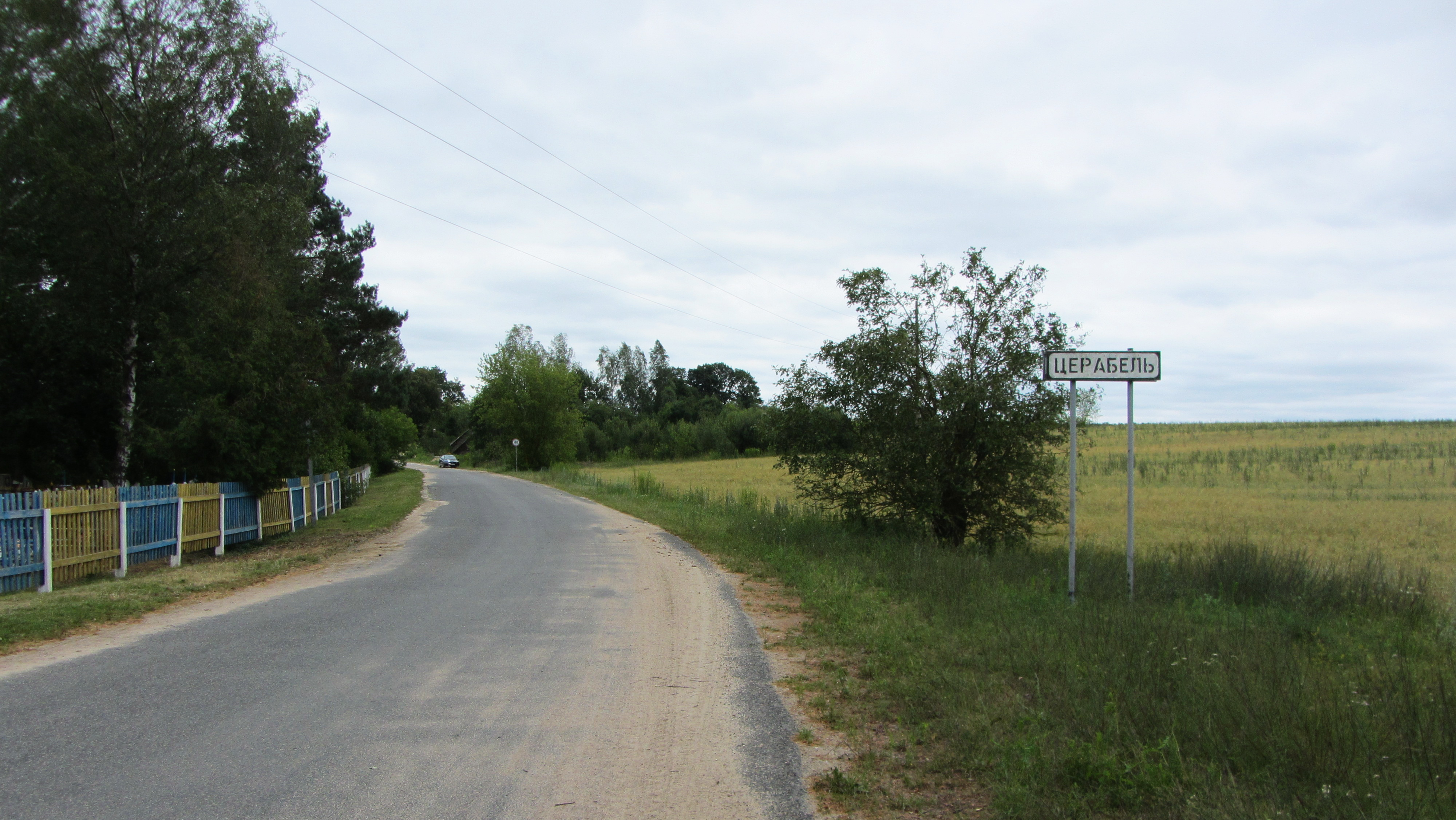
Дорожный указатель на въезде со стороны Кристамполье
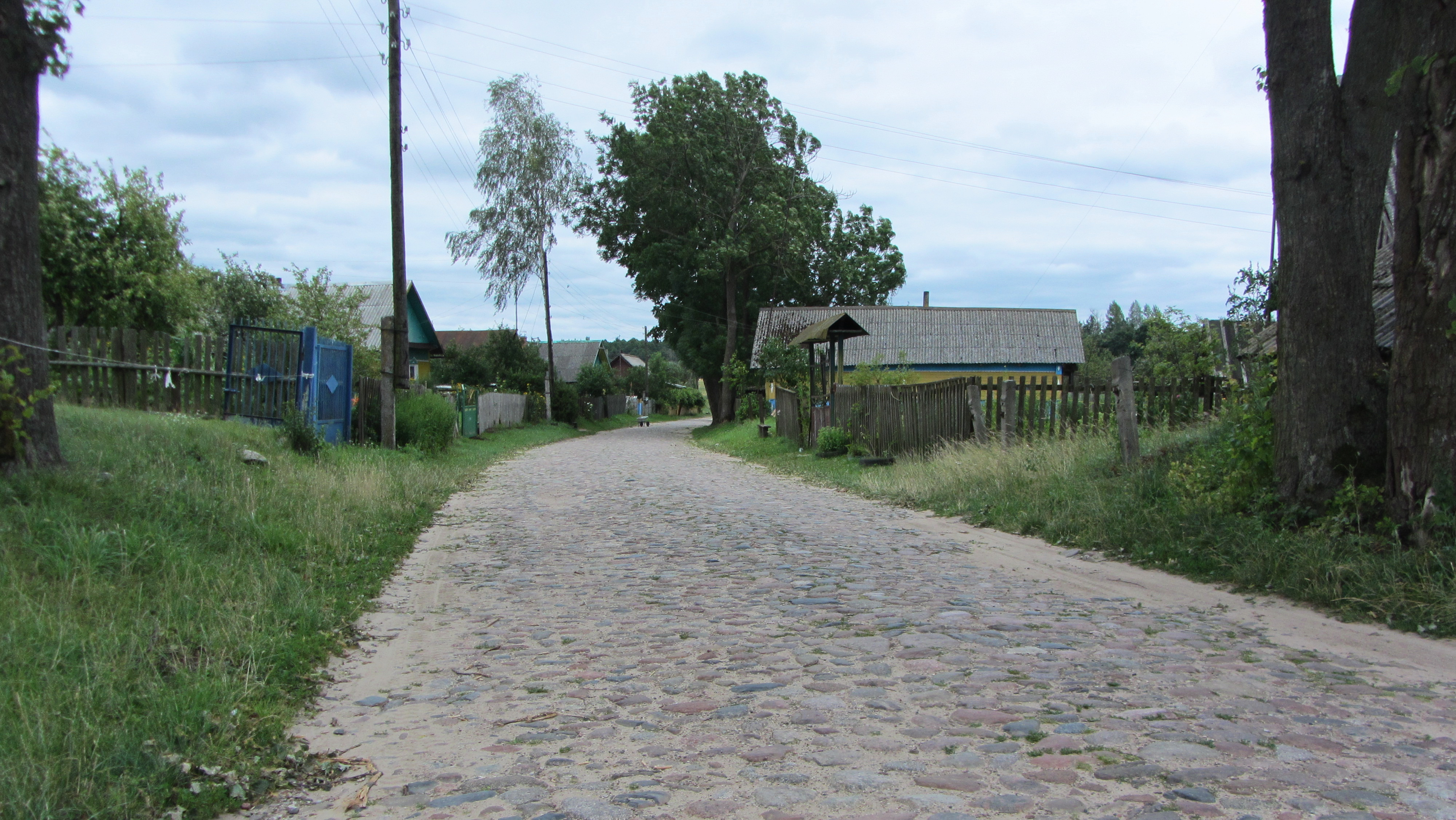
Улица Центральная
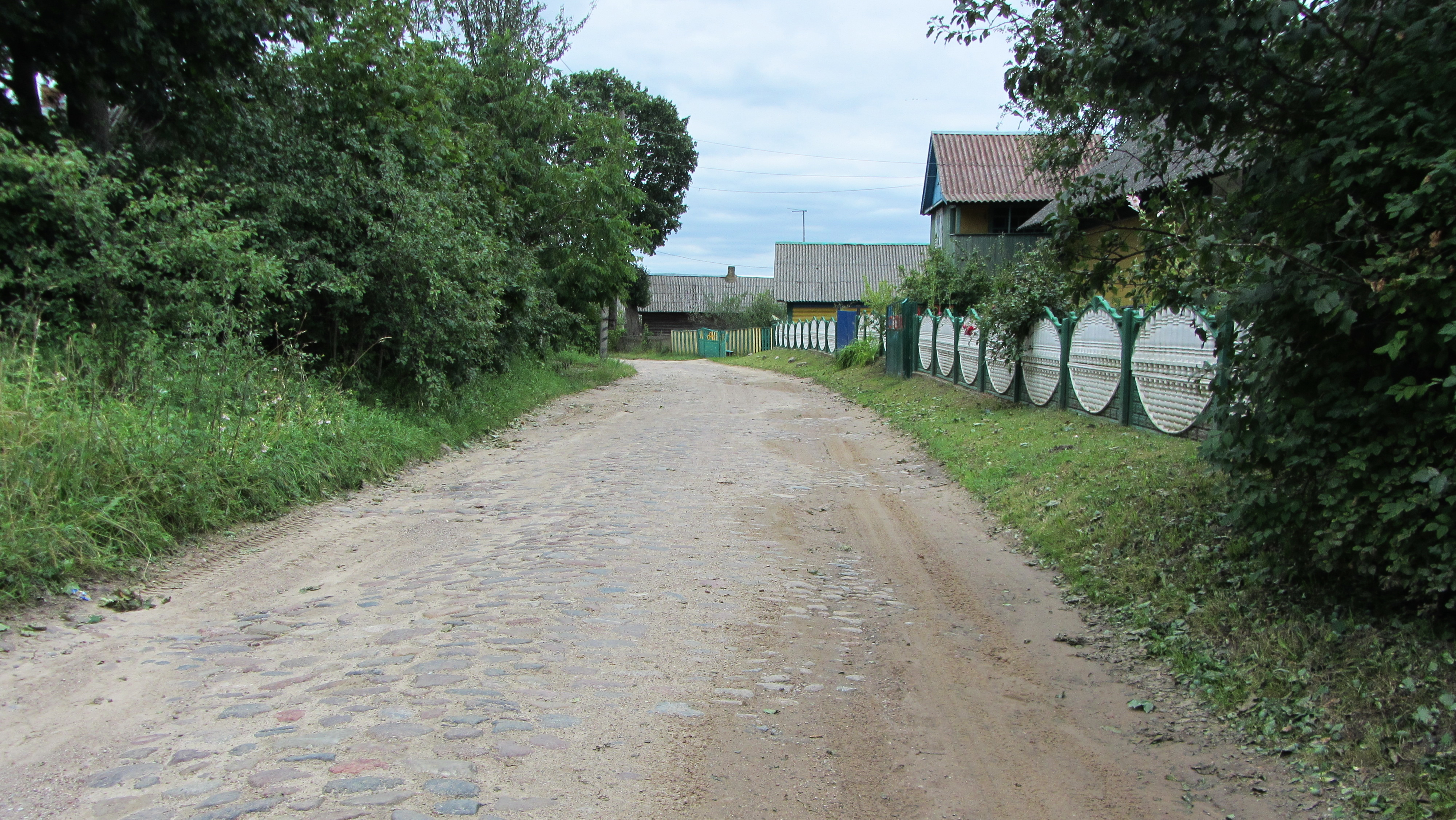
Улица Центральная
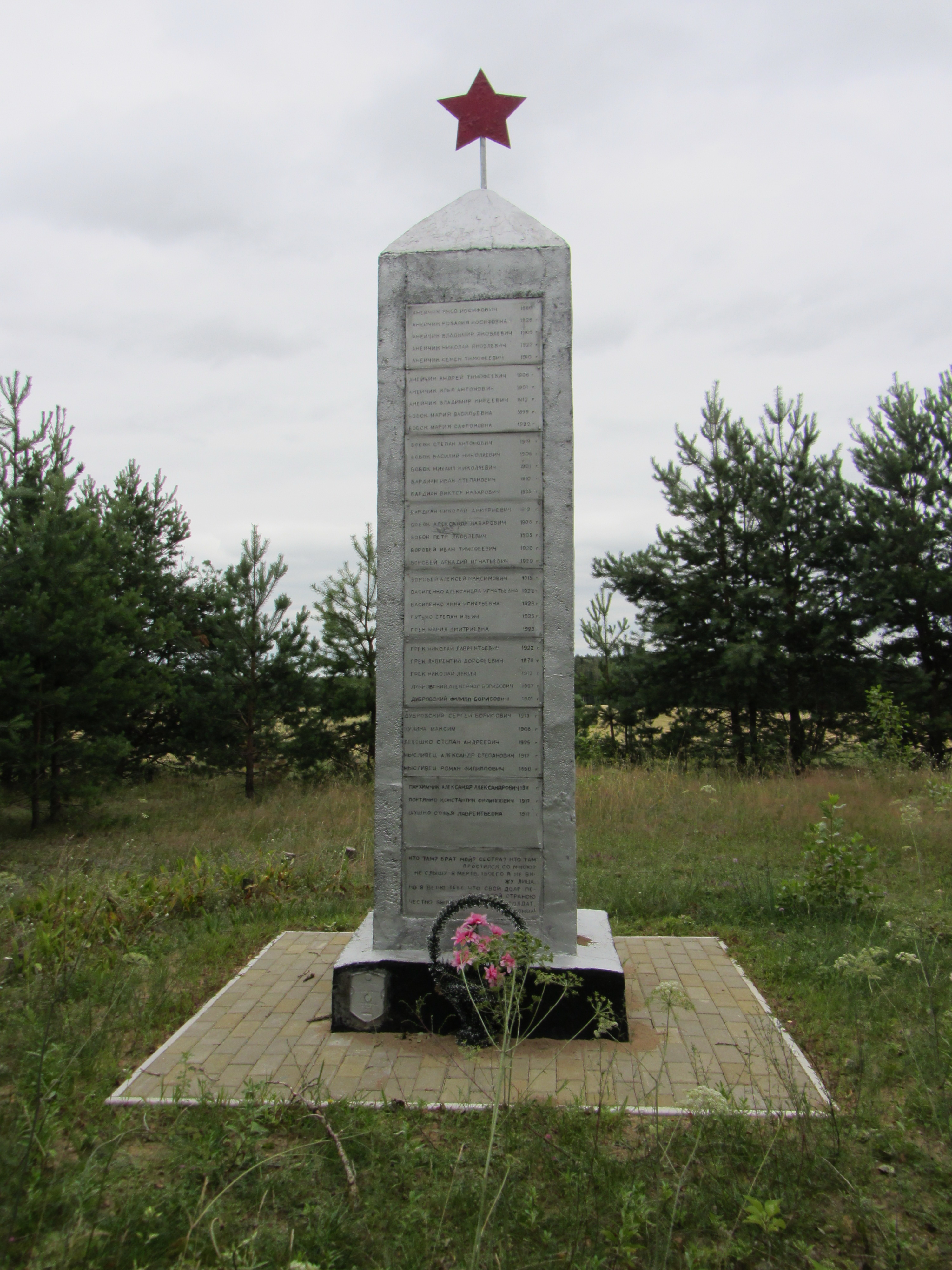
Обелиск землякам, которые погибли в Великой Отечественной войне

## Известные лица
- Лепешкин, Владимир Игнатович (1928—1994) — белорусский поэт, педагог.